# Igreja de Nossa Senhora do Ó de Águas Santas
A Igreja de Nossa Senhora do Ó, também referida como Igreja de Águas Santas ou Mosteiro de Águas Santas, localiza-se na freguesia de Águas Santas, município da Maia, distrito do Porto, em Portugal.

## História
A referência documental mais antiga à Paróquia de Águas Santas, encontra-se no "Livro Preto" da Sé de Coimbra como "sanctam mariam de aquas sanctas".
O atual templo remonta a 1120, sendo o único remanescente do primitivo convento erguido em 974, a sul da igreja, e que subsistiu até ao século XIX.
Com relação ao seu antigo couto encontrou-se, em casa particular, um marco secular que se julga datar de entre o século XIII e o século XIV.
Encontra-se classificada como Monumento Nacional desde 1910, pelo Decreto de 16 de junho de 1910, DG n.º 136, de 23 de junho de 1910.

## Características
Trata-se de um templo em estilo românico.
No adro da igreja, junto ao muro do cemitério, destacam-se cinco sarcófagos monolíticos, que datam dos princípios da Idade Média. Um deles, cuja arca de uma só face é levemente abaulada, tem esculpidos um brasão e uma cruz circular.